# Тимчасово невстановлені загиблі російсько-української війни (з 2014)
У статті наведено матеріали стосовно тимчасово невстановлених осіб, що загинули під час російсько-української війни.

## Законодавча норма
За процедурою надається 10 днів на ідентифікацію тіл загиблих. За цей час беруться всі необхідні для впізнання аналізи, опитуються родичі, проводяться інші слідчі дії. Якщо за цей період встановити особистість не вдалося, прокурором приймається рішення про захоронення. Після встановлення особи загиблих, яких вже поховано, родичі мають право ухвалити рішення про перепоховання.

## Звіти
Станом на лютий 2017 року похованими як невідомі солдати є 16 осіб на кладовищі під Старобільськом, 76 — на Кушугумському цвинтарі у Запоріжжі, й понад 100 — на Краснопільському цвинтарі у Дніпрі.
Станом на 6 травня 2017 року, за словами керівника пошукової місії «Чорний тюльпан» Ярослава Жилкіна, загалом близько тисячі загиблих на Донбасі досі не ідентифіковані, або взагалі не знайдені — це число включає як військових, так і цивільних. Число побудоване на основі даних ОБСЄ, Червоного Хреста, місії ООН та власних даних пошуковців. З цього числа кілька сотень тіл знаходяться на підконтрольній Україні території, але досі не опізнані. Решта — на території ОРДЛО.
Станом на 8 травня 2017 року 93 військовослужбовців Збройних сил України вважаються зниклими безвісти. З них майже половина є тимчасово невстановленими — їх тіла має українська сторона, вони проходять процедуру ідентифікації за ДНК.
Станом на початок липня 2017 року на Кушугумському цвинтарі було поховано 119 воїнів, що загинули на сході України. З них 45 вже упізнані: родини 3 загиблих ухвалили рішення залишити поховання на Кушугумському кладовищі, інші тіла були ексгумовані та передані рідним для перепоховання. Таким чином, невпізнаними залишається 74 бійця.
27 липня 2018 року координатор гуманітарного проекту ЗС України «ЕВАКУАЦІЯ 200» підполковник Михайло Котелевський повідомив, що військові пошуковці намагаються ідентифікувати 85 тіл загиблих на території Донбасу, майже половина з яких — військовослужбовці:

| З 85 тіл, які зараз намагаються ідентифікувати, майже у половини є збіги за ДНК-експертизами з родичами. Це зниклі безвісти військовослужбовці. Ми припускаємо, хто саме. Вже потрібно починати працювати із сім'ями. |
| |

## Поховання тимчасово невстановлених військовослужбовців
- 11 невідомих солдатів, які загинули в зоні АТО, були поховані 11 вересня 2014 року в Дніпропетровську. Тіла загиблих були вивезені з зони бойових дій силами різних організацій — волонтерами, Червоним Хрестом, військовою прокуратурою в рамках гуманітарної пошукової місії. Вони загинули під час боїв в районі Старобешеве та Іловайська. Поховали бійців на Краснопільському цвинтарі з усіма військовими почестями, на місці поховання планується облаштувати Алею Героїв АТО.[7]

- 21 невідомих солдатів, які загинули в зоні АТО, були поховані на Алеї Героїв АТО Краснопільського цвинтаря Дніпропетровська 23 вересня. На центральній площі міста відбулася панахида за загиблими воїнам.[8]

- 54 невідомих солдатів, які загинули в зоні АТО, були поховані з військовими почестями 1 жовтня 2014 року поблизу Запоріжжя, на центральному кладовищі Кушугума. Більшість з них загинули під Іловайськом. До поховання готували 56 невідомих Героїв, проте за останній час двоє з них були впізнані. У майбутньому тут планується встановити меморіал загиблим в АТО бійцям.[9][10]
  - В грудні 2014 р. ідентифіковані 5 бійців Волинської роти ПСМОП МВС «Світязь»: Помінкевич Сергій, Ляшук Максим, Сацюк Олександр, Шолуха Віктор, Сивий Олександр.[11]
  - У квітні 2015 р. ідентифікований боєць 8-го окремого полку СпП Андріюк Євген. Він став 21-м воїном серед похованих на Кушугумському кладовищі, їм'я яких вдалося встановити.[12]

- 28 невідомих солдатів поховали 1 жовтня 2014 року на кладовищі Старобільська в Луганській області. 5 вересня, в результаті засідки під Веселою Горою загинули військовослужбовці 80-ї окремої аеромобільної бригади та бійці батальйону «Айдар». Деякі тіла вдалося впізнати, їх відправили до рідних загиблих. Тіла решти військовослужбовців впізнати неможливо, тому Героїв поховали на кладовищі міста Старобільська.[13]
  - Один з бійців «Айдару» назвав 10 загиблих 5 вересня товаришів, їх імена опублікували 5 жовтня: Богуш Андрій, Ісик Іван, Кондратюк Юрій, Король Юрій, Пархоменко Олег, Скиба Олександр, Сторожук Олександр, Стулов Олексій, Якимчук Владислав, Якубовський Назар.[14]
  - Бражнюк Віктор, загинув 5 вересня, ідентифікований за результатами ДНК-експертизи.[15]

- 42 невідомих солдатів, які загинули в зоні АТО, поховали на Алеї Героїв АТО Краснопільського цвинтаря Дніпропетровська 8 жовтня та 10 жовтня.[16]

- 42 невідомих солдатів, які загинули в зоні АТО, поховали на Алеї Героїв АТО Краснопільського цвинтаря Дніпропетровська 16 жовтня та 18 жовтня.[17]

- 20 невідомих солдатів, які загинули в зоні АТО, поховали на Алеї Героїв АТО Краснопільського цвинтаря Дніпропетровська 29 жовтня.[18]

- 9 невідомих солдатів поховали 18 листопада 2014 року на кладовищі Старобільська в Луганській області.[19]
  - Ідентифіковані: Михальський Тарас.

- 10 невідомих солдатів поховали 6 лютого 2015 року на кладовищі Дніпропетровська.[20]

- 16 невідомих солдатів поховали 19 березня 2015 року на кладовищі Дніпропетровська.[21]

- 11 невідомих солдатів поховали 5 квітня 2015 року на кладовищі Дніпропетровська.[22]

- 16 невідомих солдатів поховали 17 червня 2015 року на кладовищі Дніпропетровська. Більшість з цих воїнів загинули під час оборони аеропорту Донецька і в боях в районі Дебальцеве.[23]

- 16 невідомих солдатів поховали 29 липня 2015 року на Краснопільському цвинтарі під Дніпропетровськом. Останки 12 бійців, яких поховали, перебували в морзі Дніпропетровська. Ще 4 тіла привезли з Харкова. Загинули герої в боях під Дебальцевим, Донецьким аеропортом, Старобешевим та Опитним. Загалом у моргах Дніпропетровської області залишається ще 56 невідомих бійців АТО. В морзі Харкова залишаються тіла ще 4 не ідентифікованих військових. На території Краснопільського цвинтаря понад 200 поховань тимчасово невстановлених учасників АТО. Згідно єдиної бази ДНК, встановили особи 80, із них 72 вже перепоховані за бажанням близьких в інших областях України.[24]

- 57 невідомих солдатів поховали 7 серпня на Кушугумському цвинтарі Запоріжжя. Воїни загинули під Іловайськом і в боях у районі Дебальцеве. Проведено експертизи ДНК, але збігів по базі ДНК родичів немає.[25]

- 16 невідомих солдатів поховають 20 серпня на Краснопільському цвинтарі поблизу Дніпропетровська. Як повідомили в прес-службі Дніпропетровської облдержадміністрації, у них взяті зразки ДНК для проведення ідентифікації.[26]

- 12 невідомих солдатів поховали 28 серпня на Кушугумському цвинтарі Запоріжжя.[27]

- 6 невідомих солдатів поховали 2 жовтня 2015 року на Кушугумському кладовищі Запоріжжя. Військовослужбовці загинули в серпні 2014 року поблизу Іловайська. Захисників України поховали лише зараз, тому що тривалий час проводилася експертиза ДНК. [28]

- 11 невідомих солдатів поховали 6 листопада на Краснопільському цвинтарі, поблизу Дніпропетровська. Загалом на Краснопільському цвинтарі вже поховано 239 Героїв.[29]

- 9 невідомих солдатів поховали 10 грудня 2015 року на Краснопільському цвинтарі Дніпропетровська.[30]

- 1 невідомого солдата, який загинув в серпні 2014 року при виході з «Іловайського котла», поховали 14 січня 2016 року на Кушугумському кладовищі Запоріжжя. Це був останній з невпізнаних бійців, тіла яких привезли до Запоріжжя.[31]

- 7 невідомих солдатів поховали 18 лютого 2016 року на Краснопільському цвинтарі Дніпропетровська [32]

- 12 невідомих солдатів поховали 11 листопада 2016 року на Краснопільському цвинтарі Дніпропетровська [33]

## Матеріали
Схеми поховань тимчасово невстановлених військовослужбовців:
- Алея тимчасово не ідентифікованих захисників України Краснопільського цвинтаря м. Дніпра [Архівовано 15 березня 2017 у Wayback Machine.] // Книга пам'яті
- Алея тимчасово не ідентифікованих захисників України Кушугумського цвинтаря м. Запоріжжя [Архівовано 15 березня 2017 у Wayback Machine.] // Книга пам'яті
- Алея тимчасово не ідентифікованих захисників України цвинтаря м. Старобільськ [Архівовано 15 березня 2017 у Wayback Machine.] // Книга пам'яті